# 塔伦修斯环形山
塔伦修斯环形山（Taruntius）是位于月球正面丰富海西北边沿的一座年轻撞击坑，约形成于11亿年前的哥白尼纪，其名称取自罗马哲学家暨数学家卢修斯·塔伦修斯·费尔玛努斯（公元前1世纪），1935年被国际天文学联合会批准接受。

## 描述

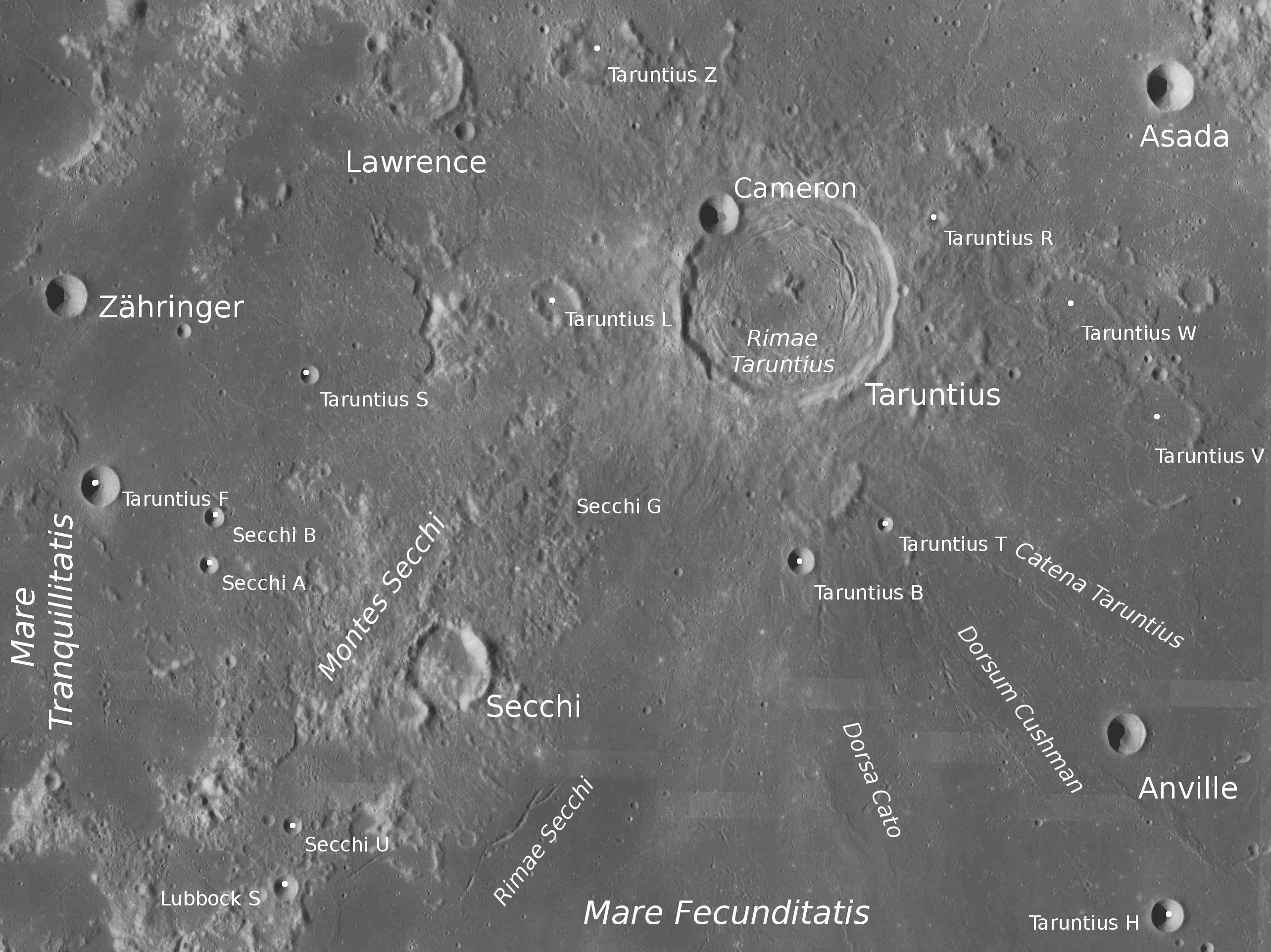
塔伦修斯环形山的周边，月球勘测轨道飞行器拍摄。

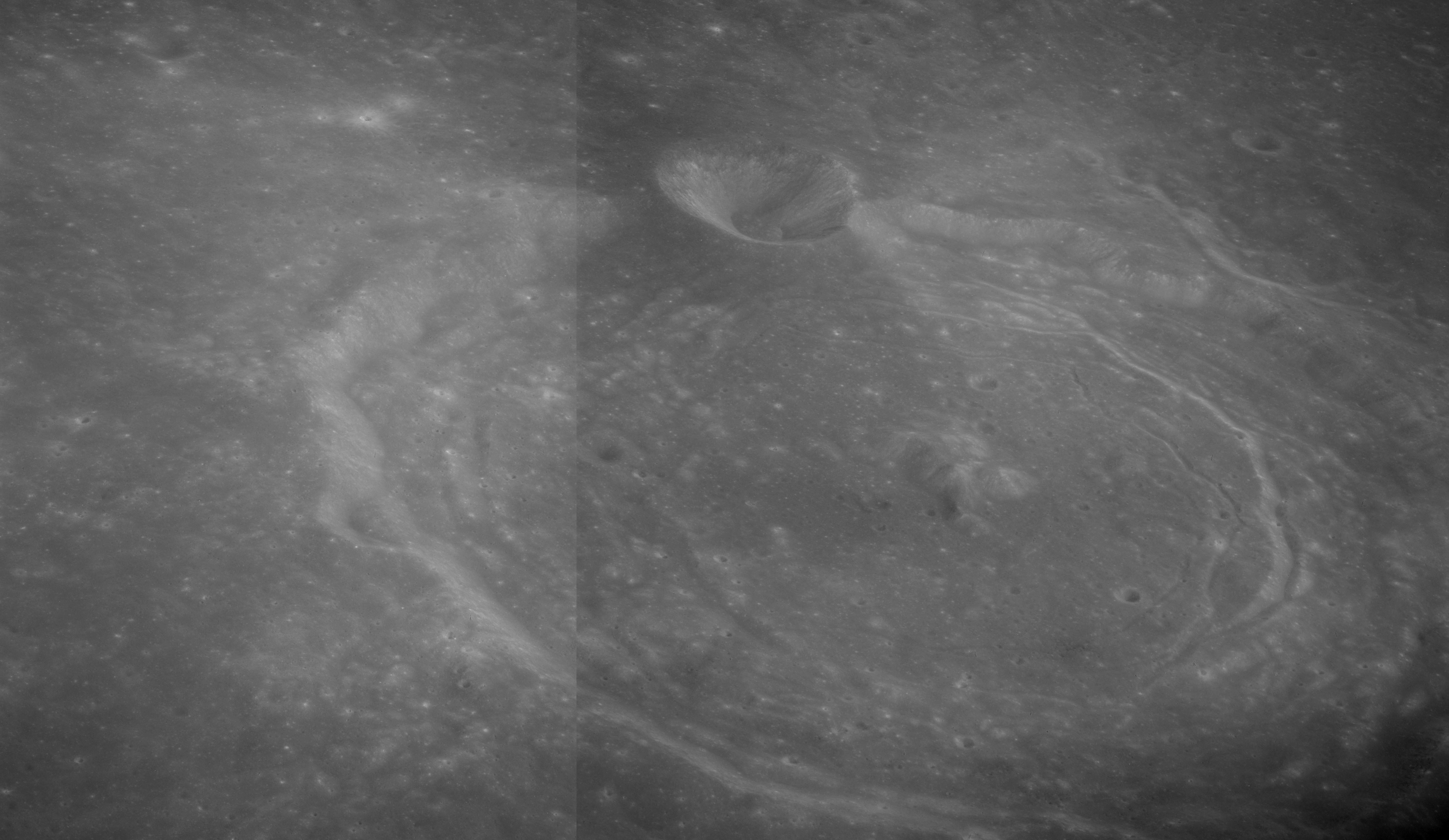
阿波罗10号拍摄的塔伦修斯环形山斜视图

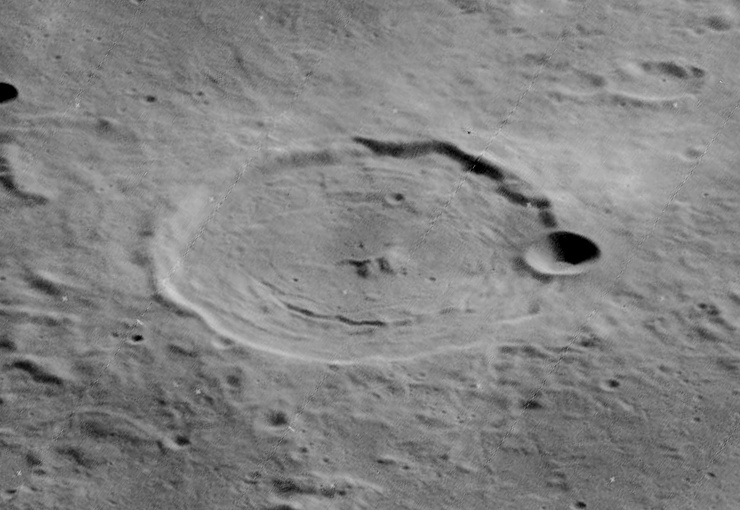
月球轨道器4号拍摄的塔伦修斯环形山西南向斜视图

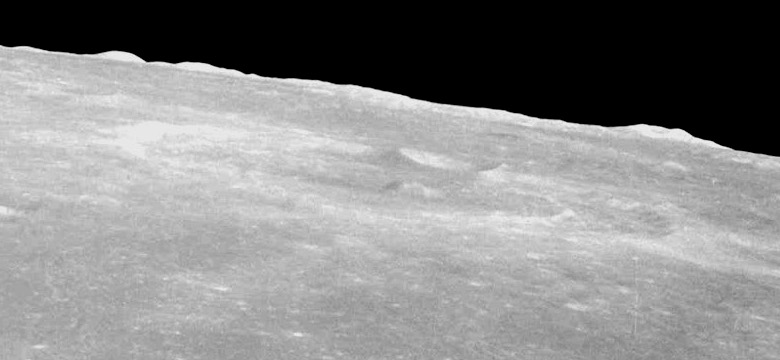
阿波罗8号西向斜视图

该陨坑西北靠近被熔岩淹没的劳伦斯陨石坑，北面毗邻已损毁的达·芬奇陨石坑及瓦茨陨石坑，较小的麻田陨石坑和昂维尔陨石坑分别位于它的东北偏东和东南，而西南则横亘了破裂的塞奇陨石坑。塔伦修斯环形山西面是广袤的静海、西北偏西方坐落了和谐湾及它后面的睡沼，塔伦修斯链坑和库什曼山脊分别延伸在它的东南和东南偏南方、而南面和西南分别绵延着140公里的加图山脊和53公里的塞奇山脉。该陨坑中心月面坐标为5°30′N 46°32′E / 5.5°N 46.54°E，直径57.32公里，深约2.45公里。
塔伦修斯环形山外观大体圆形，边缘参差不齐，低矮的坑壁已部分磨损，但仍保留有清晰的轮廓，其中西北侧坑壁上横跨了更小的卡梅伦陨石坑，而北侧和西南段为脉络分明的双层坑壁。陨石大部分内侧壁较陡峭，但东侧略平缓，坡度约为29°。由于下方月海地层的抬升，内壁上原有的阶地状结构可能已被遮敝、掩埋，因此，只能看到靠上部的一些凸崖。坑内地表相对平坦，环绕有一圈绵延起伏的不规则内环，开裂的坑底上漫延着一系列与内壁平行，统称为塔伦修斯月溪的细长沟壑。中心点偏北坐落有一座西高1900米，东高700米的鞍形中央丘。中央丘的南面和西北部（卡梅伦陨石坑东南）分布有二处表面较暗的区域，可能是沉积的小泄口排放出的火山灰。
塔伦修斯环形山位于一处辐射半径超过300公里的射纹系统中心，并已被月球和行星观测协会（ALPO）列入《带有明亮射纹系统的撞击坑列表》。

## 卫星陨石坑
按惯例，最靠近塔伦修斯环形山的卫星坑在月图上以字母标注在该坑中心点的旁边
| 塔伦修斯 | 纬度   | 经度    | 直径    |
| -------- | ------ | ------- | ------- |
| B        | 3.3° N | 46.6° E | 7 公里  |
| F        | 4.0° N | 40.5° E | 11 公里 |
| H        | 0.3° N | 49.9° E | 8 公里  |
| K        | 0.6° N | 51.6° E | 5 公里  |
| L        | 5.5° N | 44.4° E | 14 公里 |
| O        | 2.2° N | 54.3° E | 7 公里  |
| P        | 0.1° N | 51.6° E | 7 公里  |
| R        | 6.1° N | 47.9° E | 5 公里  |
| S        | 4.9° N | 42.4° E | 5 公里  |
| T        | 3.4° N | 47.5° E | 10 公里 |
| U        | 5.6° N | 50.1° E | 12 公里 |
| V        | 4.5° N | 49.8° E | 21 公里 |
| W        | 5.5° N | 48.9° E | 15 公里 |
| X        | 7.7° N | 53.0° E | 23 公里 |
| Z        | 7.6° N | 44.9° E | 17 公里 |

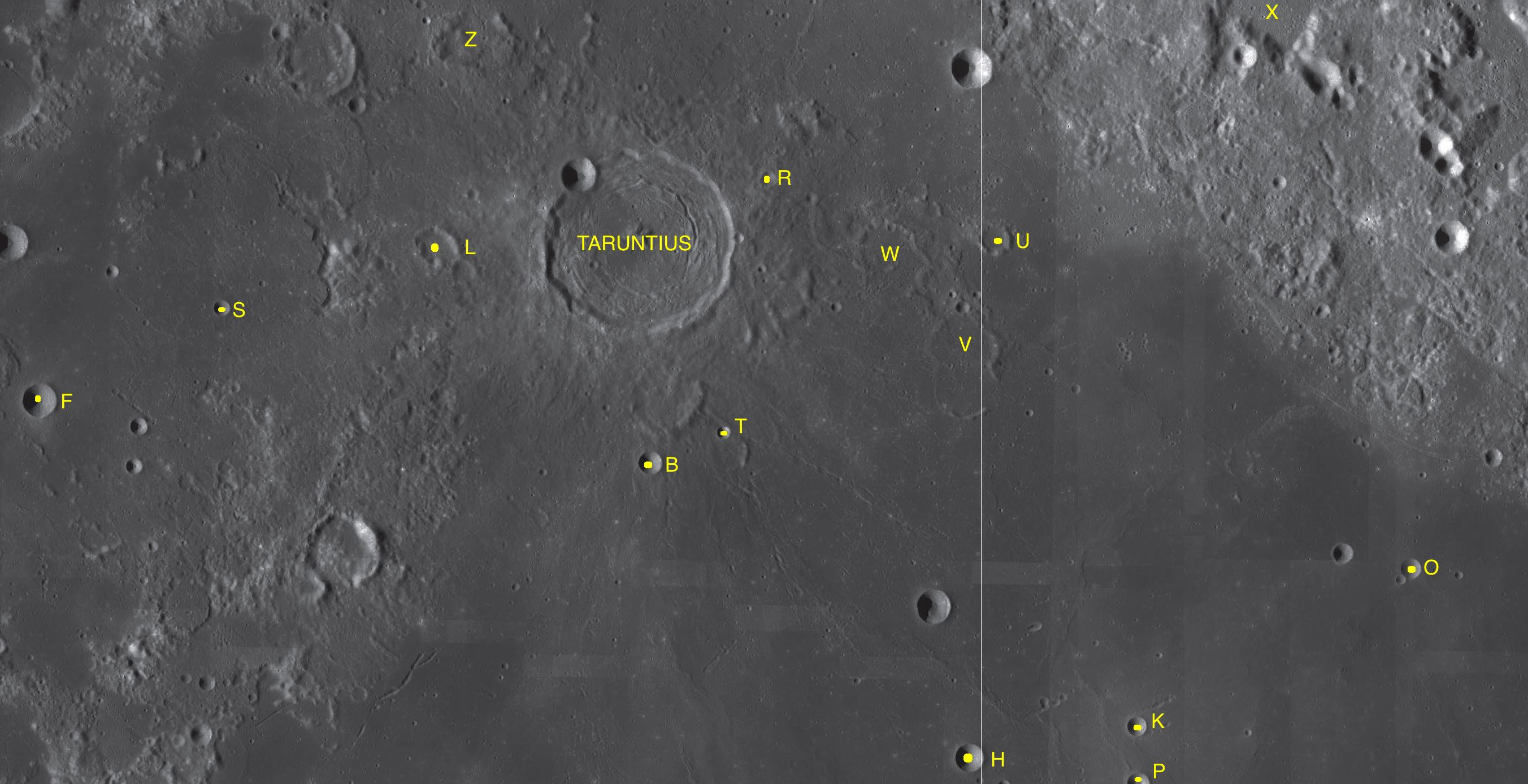
LAC-61和LAC-62拼接图

- 卫星坑塔伦修斯 A在1976年被国际天文学联合会更名为麻田陨石坑；
- 卫星坑塔伦修斯 C在1973年被国际天文学联合会更名为卡梅伦陨石坑；
- 卫星坑塔伦修斯 D在1973年被国际天文学联合会更名为瓦茨陨石坑；
- 卫星坑塔伦修斯 E在1973年被国际天文学联合会更名为策林格陨石坑；
- 卫星坑塔伦修斯 G在1976年被国际天文学联合会更名为昂维尔陨石坑；
- 卫星坑塔伦修斯 M在1973年被国际天文学联合会更名为劳伦斯陨石坑；
- 卫星坑塔伦修斯 N在1976年被国际天文学联合会更名为史密森陨石坑；
- 卫星坑塔伦修斯 H约形成于爱拉托逊纪[7]；
- 卫星坑塔伦修斯 K已被月球和行星观测协会（ALPO）列入《带有明亮射纹系统的撞击坑列表》[6];
- 卫星坑塔伦修斯 B、塔伦修斯 C、塔伦修斯 F、塔伦修斯 G、塔伦修斯 H、塔伦修斯 O、塔伦修斯 PD 月食期间都曾被记录到的表面温度发生异常，主要原因是这些陨坑的地质龄不长，表面尚未形成能产生隔热作用的表岩屑覆盖层所致。

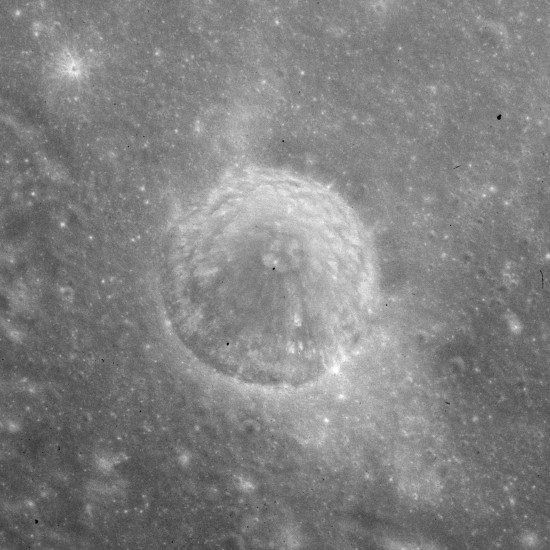
阿波罗15号拍摄的卫星坑塔伦修斯 F
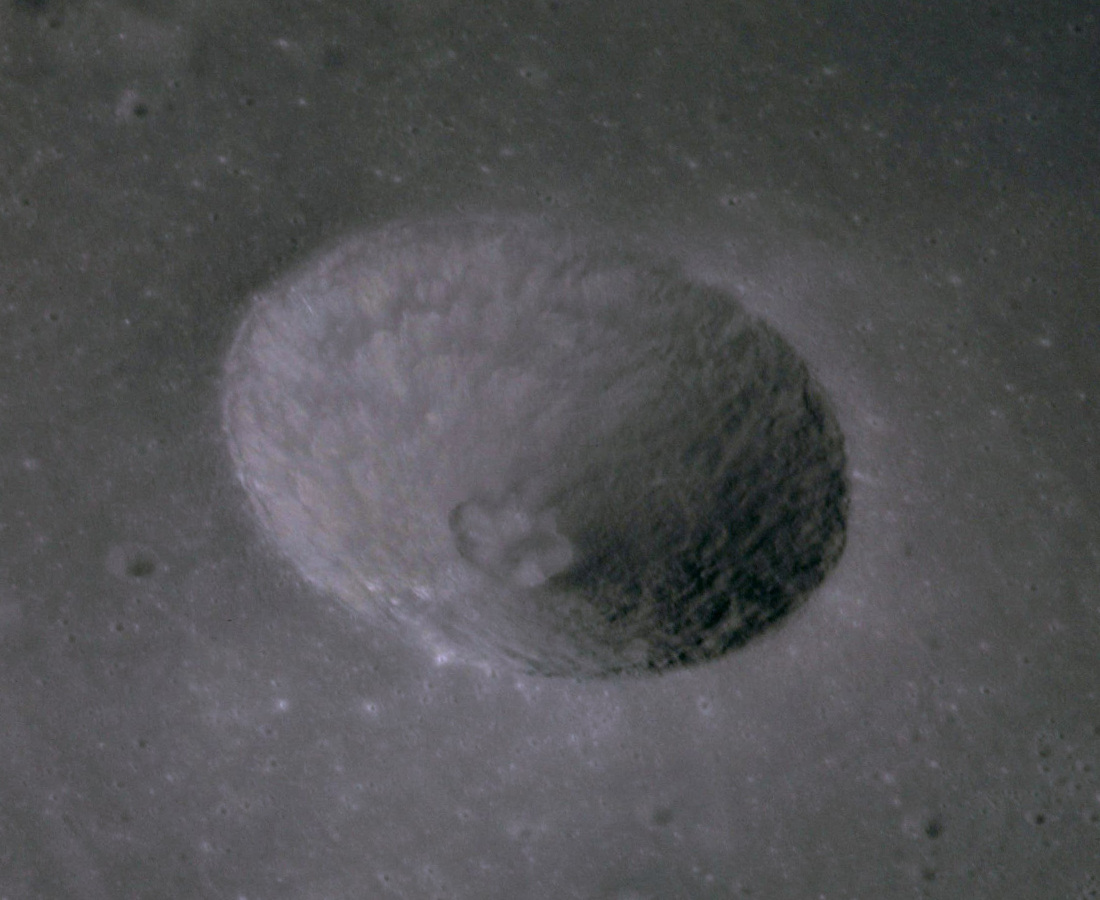
阿波罗10号拍摄的卫星坑塔伦修斯 F
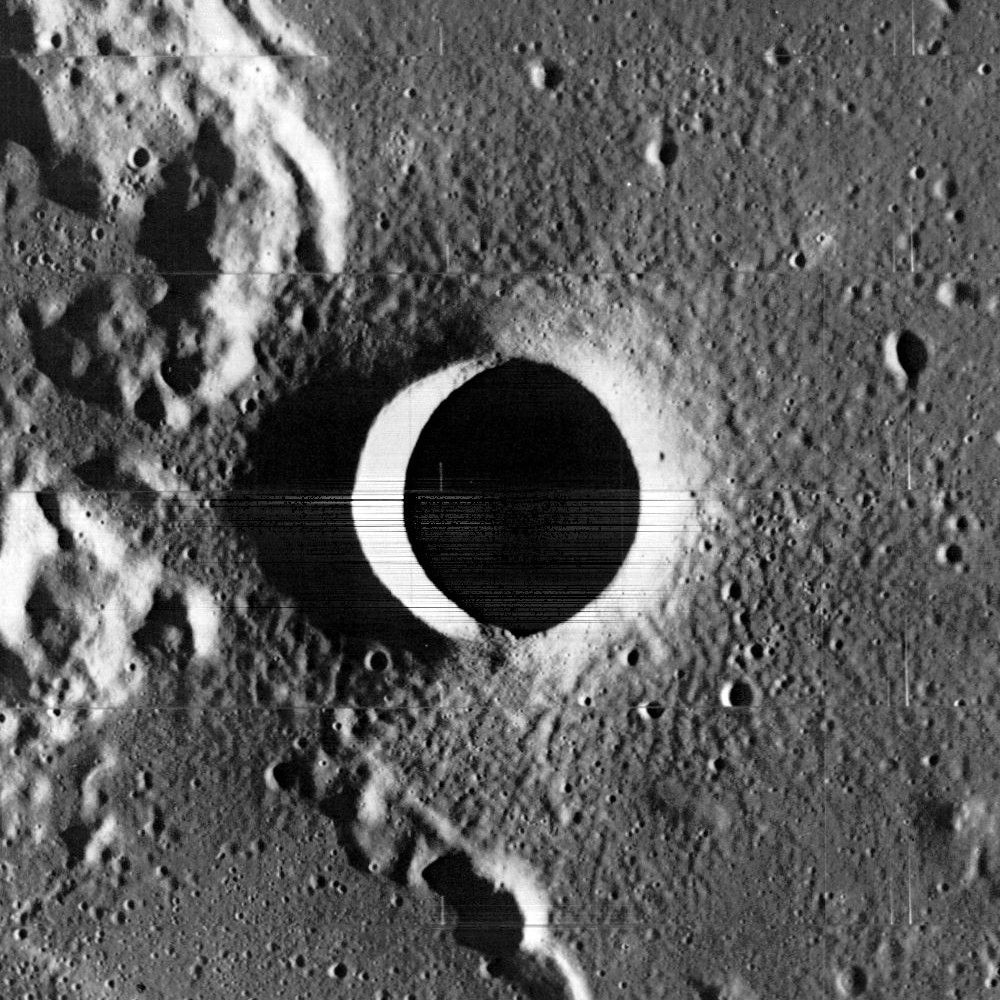
月球轨道器1号拍摄的卫星坑塔伦修斯 F
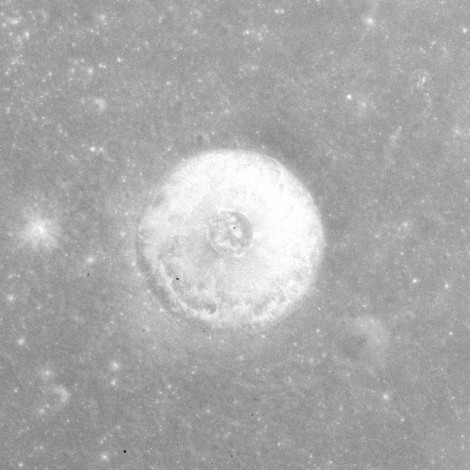
阿波罗15号拍摄的卫星坑塔伦修斯 H
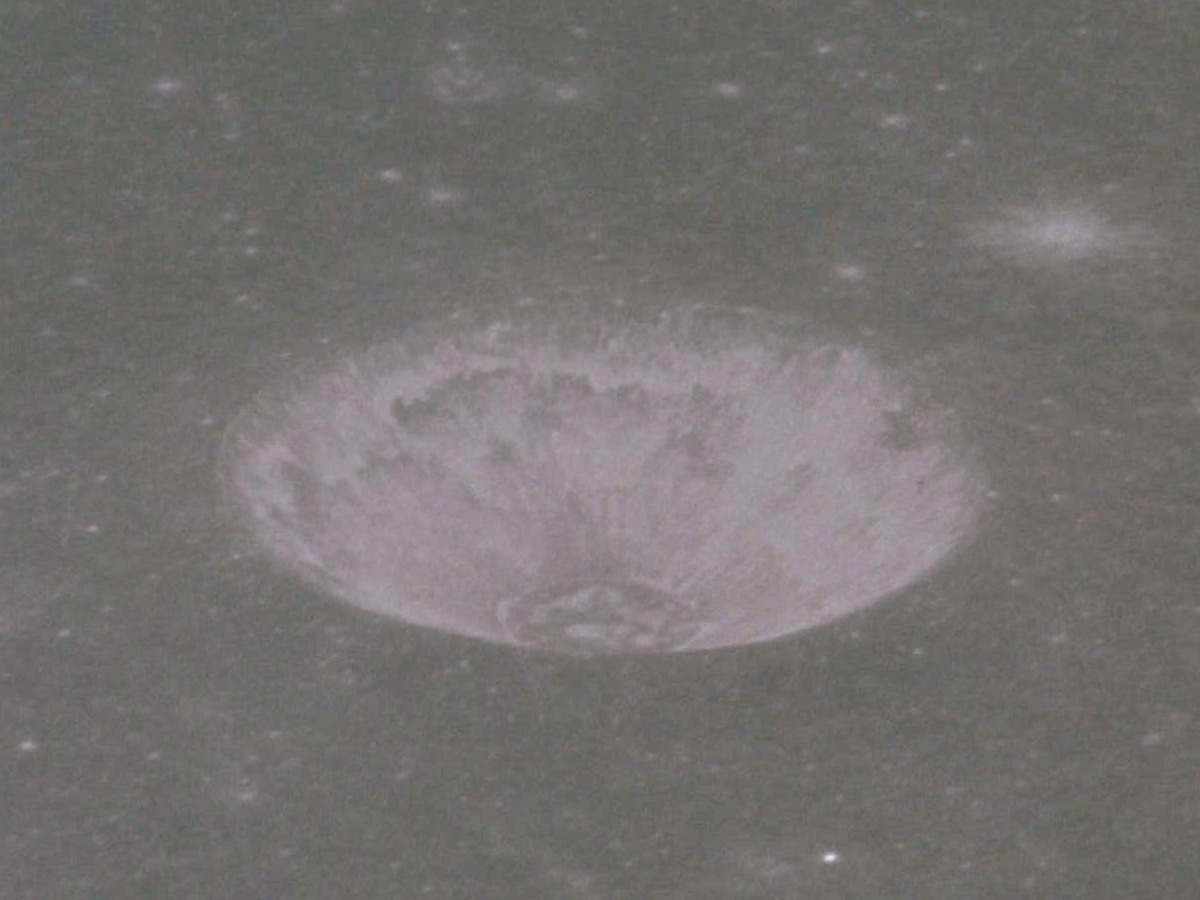
阿波罗10号拍摄的卫星坑塔伦修斯 H
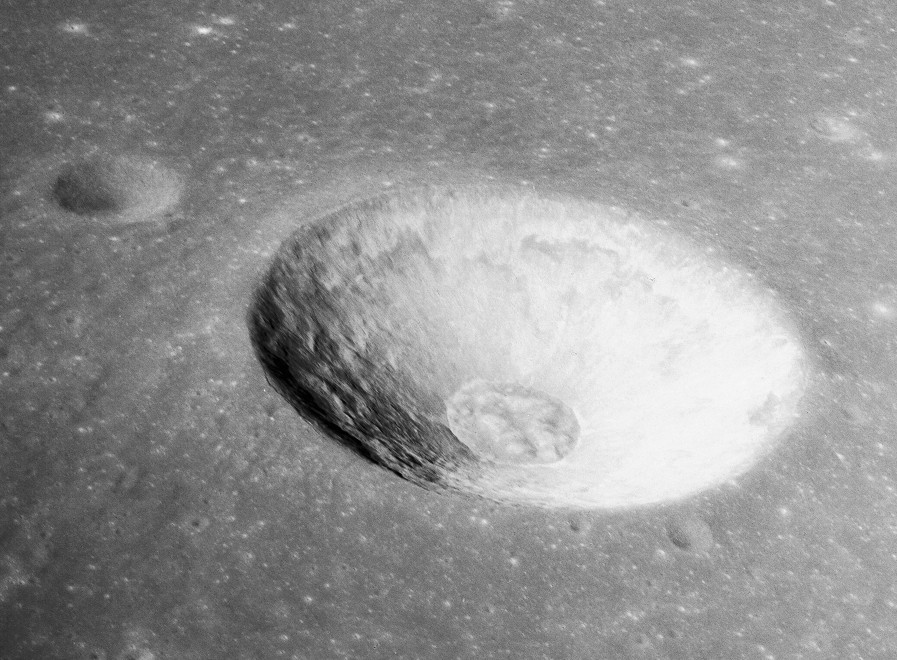
阿波罗10号拍摄的卫星坑塔伦修斯 H
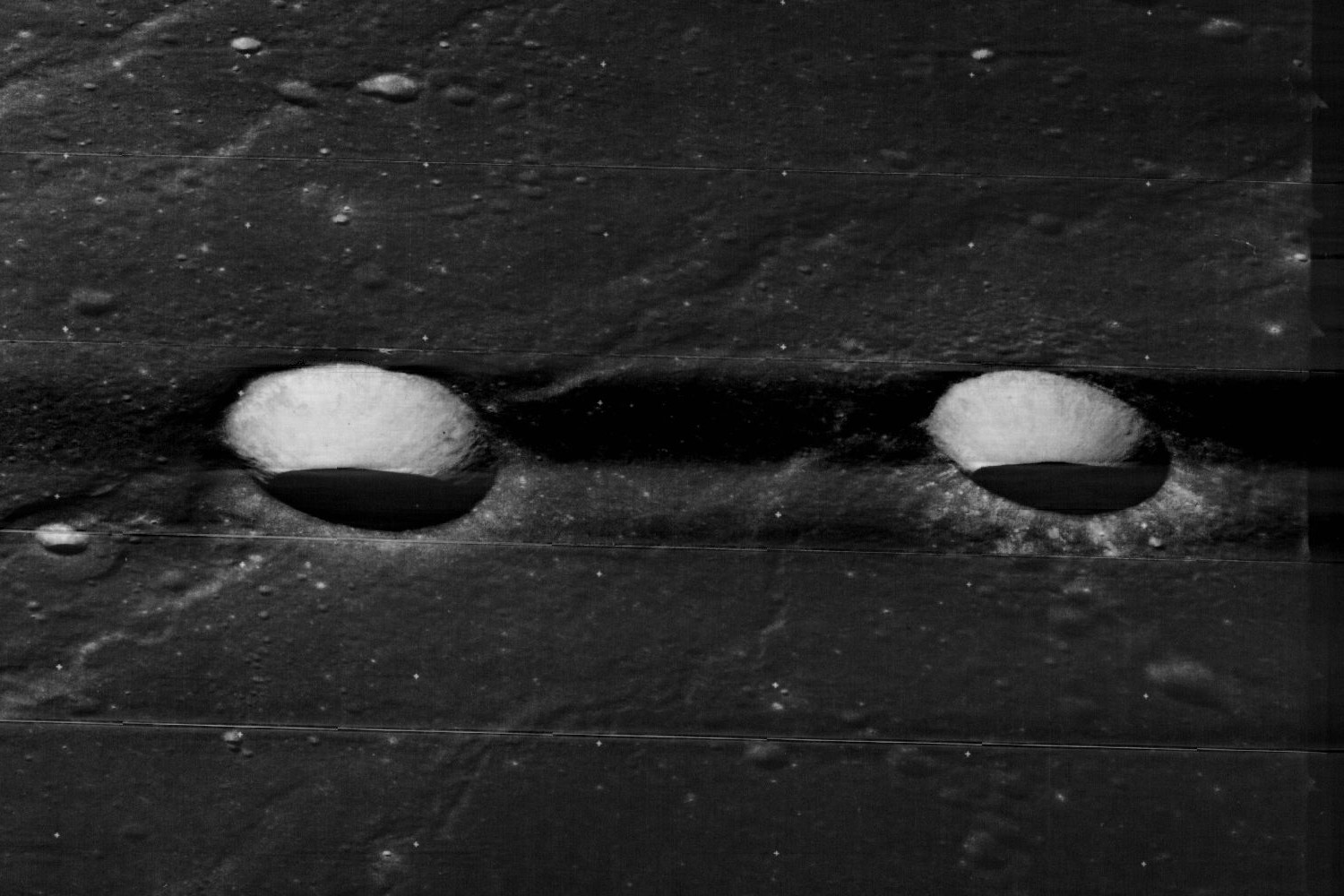
月球轨道器5号拍摄的卫星坑塔伦修斯 K（右）和塔伦修斯 P（左）

## 另请参阅
- Wood, Chuck. . Lunar Photo of the Day. 2006-09-19  [2006-09-19]. （原始内容存档于2007-09-27）.

- Andersson, L. E.; Whitaker, E. A. . NASA RP-1097. 1982.
- Blue, Jennifer. . USGS. July 25, 2007  [2007-08-05]. （原始内容存档于2014-09-24）.
- Bussey, B.; Spudis, P. . New York: Cambridge University Press. 2004. ISBN 978-0-521-81528-4.
- Cocks, Elijah E.; Cocks, Josiah C. . Tudor Publishers. 1995. ISBN 978-0-936389-27-1.
- McDowell, Jonathan. . Jonathan's Space Report. July 15, 2007  [2007-10-24]. （原始内容存档于2012-05-26）.
- Menzel, D. H.; Minnaert, M.; Levin, B.; Dollfus, A.; Bell, B. . Space Science Reviews. 1971, 12 (2): 136–186. Bibcode:1971SSRv...12..136M. doi:10.1007/BF00171763.
- Moore, Patrick. . Sterling Publishing Co. 2001. ISBN 978-0-304-35469-6.
- Price, Fred W. . Cambridge University Press. 1988. ISBN 978-0-521-33500-3.
- Rükl, Antonín. . Kalmbach Books. 1990. ISBN 978-0-913135-17-4.
- Webb, Rev. T. W.  6th revised. Dover. 1962. ISBN 978-0-486-20917-3.
- Whitaker, Ewen A. . Cambridge University Press. 1999. ISBN 978-0-521-62248-6.
- Wlasuk, Peter T. . Springer. 2000. ISBN 978-1-85233-193-1.